# Боралдай (приток Большой Алматинки)
Боралдай (Бурундай, Бурундайка) — река в Алматинской области Казахстана, левый приток Большой Алматинки. Берёт начало на Боралдайском плато, течёт на север. В 2011 году проведена реконструкция реки.

## Гидрография
Ширина реки 2 — 3 м. Длина 29 км. Берега суглинистые, правый берег крутой, левый пологий. Русло заболоченное и извилистое. Основное питание ледниковое и снеговое. Ширина долины реки 150—200 м.
Среднегодовой расход воды в советские годы составлял (у колхоза Красный трудовик) 0,4 м³/с, максимально 5 м³/с.

## Хозяйственное значение
Водные ресурсы реки используется для орошения пригородных хозяйств.